# Wielecki Staw
Wielecki Staw (niem. Wendsche See, Windsche See; po 1870 roku: Winschel See) – sztucznie zbudowany zbiornik, o powierzchni 2,65 ha, w gminie Stare Czarnowo, na pograniczu południowo-wschodniego Szczecina, w bliskim sąsiedztwie sztucznych zbiorników na Płoni: Staw Klasztorny i Staw Cysterski.
Położony około 0,4 km na zachód od drogi krajowej nr 3, na wschodnim obrzeżu Szczecińskiego Parku Krajobrazowego „Puszcza Bukowa”.
Przez staw przepływa Kłobucki Potok. Długość rozwiniętej linii brzegowej wynosi ponad 2 km. Na północno-wschodnim brzegu, w latach 1956-64 istniał rezerwat przyrody Nad Wieleckim Stawem (4,0 ha), chroniący fragment lasu dębowo-sosnowo-bukowego. Pochodzenie nazwy niemieckiej Wendsche See: Jezioro Wendyjskie, od Wendów, czyli Jezioro Słowiańskie.
Wokół obejście znakowanym  czarnym turystycznym Szlakiem przez Wielecki Staw.
1,0 km na północny zachód Sosnówko, część osiedla Szczecin Śmierdnica, dawna wieś, wymieniona w dobrach cystersów z Kołbacza.